# Сидибе, Заи
Заи Гисмо Сидибе (фр. Zai Guismo Sidibe; род. 18 февраля 2002, Абиджан) — ивуарийский футболист, полузащитник.

## Карьера
Воспитанник ивуарийской футбольной академии «Лидер Фут». В январе 2020 года футболист присоединился к ивуарийскому клубу «Ганьоа», в котором выступал до конца 2021 года. В январе 2022 года футболист проходил просмотр в белорусском клубе «Неман». Однако затем футболист покинул распоряжение клуба. В июле 2023 года футболист стал игроком белорусского клуба БАТЭ. Дебютировал за клуб 7 октября 2023 года в матче против «Ислочи», выйдя на замену на 77 минуте. Провёл за клуб в своём дебютном сезоне всего лишь 2 матча во всех турнирах, в которых оба раза появился на поле, выйдя на замену, результативными действиями не отличившись. По итогу вместе с клубом завершил чемпионат на итоговом пятом месте. В начале 2024 года футболист был отправлен в распоряжение второй команды клуба, вместе с которой тренировался. К основной команде клуба футболист вернулся во второй половине чемпионата, однако на поле так и не вышел. В декабре 2024 года футболист покинул белорусский клуб.